# Artaxias I d'Armenia
Artaxias I (in greco Αρταξίας? (... – 160 a.C.) è stato re di Armenia, fondatore della dinastia artasside, durata dal 190 a.C. all'1 d.C.

## Vita
Generale armeno di nobile origine al servizio dei Seleucidi, la dinastia ellenistica che governava sulla Siria, nel 201 a.C. accompagnò come generale (strategos), insieme al collega Zariadres, il re seleucide Antioco III il Grande nella conquista dell'Armenia, sconfiggendo gli Orontidi, cui rimase solo il controllo della Commagene, sebbene sottoposta a vassallaggio. 
Antioco divise in due il territorio, scegliendo Artaxias come satrapo d'Armenia Maggiore, e Zariadres come satrapo della Sofene. Quando però nel 190 a.C. il sovrano seleucide fu sbaragliato dai romani nella battaglia di Magnesia, sia Artaxias che Zariadres si ribellarono e, con il consenso di Roma, elevarono le loro satrapie a regni autonomi. 
Artaxias I d'Armenia è considerato uno dei sovrani più importanti nella storia armena. Egli si presentò come un discendente legittimo della dinastia degli Orontidi, sebbene non ci siano prove della sua connessione con questa famiglia. Al principio del suo regno, parti dell'Altopiano armeno abitate da popolazioni di lingua armena erano ancora sotto il dominio di nazioni straniere. Artaxias I pose l'unificazione di tutte le popolazioni di lingua armena come l'obiettivo primario del suo regno. 
Non gli riuscì l'annessione di Sofene e nel vano tentativo dei Seleucidi di riaffermare il proprio dominio venne fatto prigioniero per un breve periodo nel 165 a.C.
Lo storico e geografo greco Strabone ci ha lasciato il racconto delle conquiste di Artaxias I:
(Strabone, Geografia, XI, 14.)
Artaxias fu anche il fondatore della capitale armena Artaxata grazie all'aiuto del generale cartaginese Annibale che ottenne rifugio nel suo esilio dai Romani nella corte di Artaxias. La popolazione della precedente capitale Orontide di Yervandashat venne interamente trasferita ad Artaxata. Sono state trovate oltre una dozzina di pietre miliari sul territorio della moderna Armenia risalenti al periodo di Artaxias contenenti iscrizioni in aramaico, prima della loro scoperta l'esistenza di queste pietre era già attestata dallo storico armeno Mosè di Corene. In queste iscrizioni Artaxias si proclama discendente della dinastia degli Orontidi: Re Artaxias, figlio dell'Orontide Zariadres.
Artaxias alla fine morì nel 160 a.C., lasciando il trono al figlio Artavaside I d'Armenia, figlio suo e della regina Satenik.